# Transformité
La transformité est définie par Howard T. Odum comme étant une façon d'évaluer la qualité d'une énergie partant du principe qu'1J d'électricité et 1J de pétrole n'ont pas la même valeur énergétique en termes de travail qu'ils peuvent engendrer.

## Présentation générale
La transformité est calculée en faisant le rapport entre la somme des émergies entrantes dans un processus et l’énergie du produit au point considéré. Son unité est donc le sej/J, c'est-à-dire le "solar energy joule per Joule"
Ce ratio est particulièrement utilisé dans le cadre d'analyses émergétiques et de nombreuses valeurs sont disponibles, pour chaque produit, dans la littérature scientifique américaine. On peut citer notamment les auteurs Howard T. Odum, M.T. Brown, S. Ulgiati etc.
Ainsi, plus la transformité est grande, plus la quantité d’énergie solaire requise pour la maintenance et la production de la ressource, du produit ou du service concerné est importante et plus sa place dans la hiérarchie énergétique de l’univers est haute,.